# Marion Haerty
 (mars 2020).
Marion Haerty est née le 22 janvier 1992 à Colmar, est une snowboardeuse française. Elle est quadruple championne du monde et vice championne du monde dans la catégorie snowboard freeride .

## Biographie

### Enfance
Marion Haerty est née le 22 janvier 1992, à Colmar. Elle déménage dans sa jeunesse dans la région de Grenoble, ce qui lui permet de faire ses débuts en snowboard dans la station de Chamrousse, où elle pratique également le skateboard avec un groupe d'amis. Elle a étudié au lycée de Villard-Bonnot et déménage à Crolles vers ses 16 ans où elle pourra découvrir la station des Sept Laux.
Marion Haerty est une passionnée de sport de glisse et de voyages. Elle ne pratique pas que le snowboard, mais également le skateboard, le wake board et le parapente. 

### Débuts dans le snowboard
C'est pour le Noël de ses 10 ans que Marion Haerty obtient son premier snowboard. Dès son plus jeune âge, elle est passionnée de snowboard grâce à son grand frère ou de grandes rideuses qu'elle voit dans les magazines. C'est sa rencontre avec Phil Gerhardt, à Chamrousse, qui va la propulser très vite dans la compétition. Elle rentre alors à l'âge de 13 ans dans le club de snowboard et participe à des compétitions de slopestyle, boardercross et half-pipe. Elle a ensuite la possibilité de rentrer en sport études à Villard-de-lans pour poursuivre le boardercross, mais pour des raisons financières, elle se tourne finalement vers le lycée de Villard-Bonnot où les professeurs l’ont énormément soutenue en lui donnant des cours à distance lorsqu'elle avait des compétitions.
Elle est très rapidement sponsorisée : Rip Curl, Vans et Chamrousse la suivent déjà à l'âge de 17 ans.

### Conversion dans le Freeride
Son coach, Lionel Broche, voyait en elle un énorme potentiel en freeride. Il l'a aidée à développer son mental et l’emmenait «  rider » dès que possible. Le jour où la montagne l’a emporté, en 2013, a été un vrai coup dur. Elle décide alors de mettre de côté le freeride. Au même moment, le slopestyle est introduit au programme lors de l'édition de 2014 à Sotchi. Elle tente donc de se qualifier, mais il lui est très difficile de rattraper le niveau international, même en ayant eu quelques coachs comme Jean-Philippe Garcia ou Stéphane Azzola. De plus, les moyens financiers étaient un vrai frein pour ses projets.
Puis, pendant l'été 2015, elle se fait opérer de la cheville à cause d’une mauvaise interprétation de radio aux urgences à la clinique des Cèdres à Échirolles. Cela lui a valu une greffe osseuse pour ce qui devait être à la base une simple fracture. Ces évènements remettent en question son parcours en snowboard. Elle décide alors de pratiquer avant tout le plaisir de la glisse, de revenir aux origines du snowboard et de profiter de belles montagnes. Elle s'essaye alors au Freeride World Qualifications en début de saison 2015 et se retrouve propulsée sur le Freeride World Tour (FWT) grâce à Berti Denervaud, qui lui propose de remplacer une blessée à Verbier.  
Elle est quadruple championne du monde de Freeride (2017, 2019, 2020 et 2021) et vice-championne du monde (2018).
En 2021, Haerty réalise la saison parfaite : elle s'impose sur chacune des 4 manches prévues au calendrier du Freeride World Tour, en signant notamment un "doublé" en Andorre, à Ordino-Arcalis et s'adjuge logiquement le classement général féminin en snowboard. Elle est la première athlète en FWT à remporter ainsi toutes les épreuves sur une même saison (hommes et femmes confondus).

## Compétitions et victoires internationales
| Année | Résultat           | Compétition                                                                     | Réf.   |
| ----- | ------------------ | ------------------------------------------------------------------------------- | ------ |
| 2015  | Médaille de bronze | Classement général du Freeride World Tour (FWT)                                 | —      |
| 2017  | Médaille d'or      | Championne du monde de Freeride (FWT)                                           | [ 6 ]  |
| 2018  | Médaille d'argent  | Vice-championne du monde de Freeride (FWT)                                      | [ 7 ]  |
| 2019  | Médaille d'or      | Championne du monde de Freeride (FWT)                                           | [ 8 ]  |
| 2020  | Médaille d'or      | Championne du monde de Freeride (FWT)                                           | [ 9 ]  |
| 2021  | Médaille d'argent  | Étape du Natural Selection Tour ( Jackson Hole, WY)                             | [ 10 ] |
| 2021  | Médaille d'or      | 1re manche en snowboard du Freeride World Tour (FWT) ( Ordino-Arcalis)          | [ 11 ] |
| 2021  | Médaille d'or      | 2e manche en snowboard du Freeride World Tour (FWT) ( Ordino-Arcalis)           | [ 12 ] |
| 2021  | Médaille d'or      | 3e manche en snowboard du Freeride World Tour (FWT) ( Fieberbrunn)              | [ 13 ] |
| 2021  | Médaille d'or      | 4e manche en snowboard du Freeride World Tour (FWT) ( Verbier) Article détaillé | [ 5 ]  |
| 2021  | Médaille d'or      | Championne du monde de Freeride (FWT)                                           | [ 13 ] |
| 2022  | Médaille de bronze | Étape du Natural Selection Tour ( Jackson Hole, WY)                             | [ 14 ] |